# Steve Rasnic Tem
Steve Rasnic Tem (nacido en 1950) es un escritor estadounidense proveniente de Jonesville, Virginia.
Rasnic asistió al Instituto Politécnico de Virginia. En 1974 se mudó a Colorado y estudió escritura creativa en la Universidad Estatal de Colorado. Se casó con Melanie Kubachko y la pareja tomó el apellido literario "Tem".
La ficción corta de Rasnic ha sido comparada con el trabajo de Franz Kafka, Dino Buzzati, Ray Bradbury y Raymond Carver.

### Novelas
- Excavation (1986)
- Daughters (2001) (con Melanie Tem)
- The Book of Days (2002)
- Deadfall Hotel (2012)
- Blood Kin (2014)[3][4]

### Colecciones
- Decoded Mirrors: Three Tales After Lovecraft (1978)
- Fairytales (1985)
- Absences: Charlie Goode's Ghosts (1991)
- Celestial Inventory (1991)
- Beautiful Stranger (1992) (con Melanie Tem)
- City Fishing (2000)
- The Far Side of the Lake (2001)
- The Hydrocephalic Ward (poemas) (2003)